# Ампутација
Ампутација (лат. amputatio, одсјецање) је хируршки поступак којим се уклања неки орган или неки његов дио. Код ампутације екстремитета уклањају се меки дијелови заједно с костима, а кад линија прелази кроз један или више зглобова поступак се зове егзартикулација. Ампутација се примјењује код обољења и повреда код којих нема могућност изљечења или при тешким инфекцијама и малигним израштајима гдје постоји опасност по читав организам. По времену примјене, ампутације могу бити; примарне (ране) и секундарне (касне). Примарна се најчешће врши одмах послије повреде и може бити дио примарне обраде ране. Секундарна или касна а. се врши касније кад наступе компликације које се не могу отклонити на друге начине. То може бити гангрена, гнојење, и слично.
Недостатак ампутираних органа ортопедија може да надомести протезама.
У ширем смислу ампутације могу бити још и трауматске, где долази до оштећења уда услед чега настаје дисконтинуитет ткива сличан хируршкој ампутацији. Могу бити задесне и намерне; намерно наношење ампутационих повреда се сматра кривичним делом. У неким државама, пре свега оним где влада шеријатско право, ампутација може да буде и облик казне. Међутим, у данашње време чак и те државе напуштају овакве видове казне због међународног притиска и растућег става становништва да су овакве казне дивљачке и непримерене извршењу кривичних санкција.

## Епидемиологија
Учесталост великих ампутација доњих удова, на годишњем нивоу, је између 120 до 500 на милион људи у општој популацији, од чега је отприлике једнак број ампутација изнад и испод колена. Прогноза за такве пацијенте је лоша. Исходи код двогодишњег праћења ампутација испод колена су 30% смртних исхода, 15% ампутација изнад колена, 15% контралатералних ампутација и код само 40% ампутација добија пуна покретљивост.
Урођена ампутација значи недостатак екстремитета при рођењу.